# Xôi xoài
Xôi xoài (tiếng Thái: ข้าวเหนียวมะม่วง, RTGS: khaoniao mamuang, phát âm [kʰâ(ː)w.nǐa̯w mā.mûa̯ŋ], đọc là "khao niểu ma muông") là món tráng miệng truyền thống của Thái Lan làm từ gạo nếp, xoài tươi và nước cốt dừa và ăn với nĩa, muỗng hoặc bằng tay. Mặc dù có nguồn gốc từ Thái Lan, nó được tiêu thụ trên khắp khu vực Đông Dương và phần còn lại của Đông Nam Á, bao gồm Lào, Campuchia, và Việt Nam và Bangladesh. Xôi xoài thường được ăn vào mùa cao điểm của xoài, thường là mùa hè, tháng 4 và tháng 5 ở Thái Lan.  Các cửa hàng xôi xoài đáng chú ý ở Bangkok như khu phố Wong Wian Yi Sip Song Karakadakhom ở Pom Prap Sattru Phai gần Hua Lamphong, chỉ bán 4 tháng trong năm (tháng 2 đến tháng 6) và tại khu phố Samphrang ở Phra Nakhon gần Giant Swing và Chao por Suea Joss House, với Ban Mo gần Giao lộ Si Kak Phraya Si và Pak Khlong Talat.

## Chuẩn bị
Các thành phần chính là xôi (gạo nếp), nước cốt dừa tươi và đóng hộp, muối, đường cọ và xoài.
Để chuẩn bị món ăn, gạo được ngâm trong nước và sau đó nấu chín bằng cách hấp hoặc sử dụng nồi cơm điện. Trong khi đó, nước cốt dừa được trộn với muối và đường, và đun nóng mà không cần đun sôi. Sau khi nấu cơm xong, hỗn hợp nước cốt dừa và gạo được trộn đều với nhau và cho phép để nguội để cho sữa ngấm vào cơm. Xoài được gọt vỏ và thái lát. Để trưng bày món ăn, cơm được múc lên đĩa, một vài lát xoài được đặt lên trên hoặc bên cạnh, và phần nước cốt dừa còn lại được rưới lên trên. Đôi khi xôi được phủ lên trên với đậu xanh giòn. Cũng có cách làm sau với lá cẩm: Lá cẩm rửa sạch, bỏ cọng sau đó bắc lên bếp nấu cho ra nước có màu tím đặc trưng. Tiếp theo ngâm gạo nếp với nước lá cẩm trong 1 đêm. Qua ngày đổ ráo nước và cho vào hấp cho đến khi thấy nếp dẻo và mềm là xôi chín. Xôi được dùng với xoài và nước cốt dừa.
Hầu hết, xoài vàng được sử dụng có vị ngọt hơn xoài xanh. Theo truyền thống, các giống xoài Nam Dok Mai và biến thể ok-rong của xoài được sử dụng. Xoài đỏ / cam từ Mexico và Caribbean cũng có thể được sử dụng. Gạo nếp, ngọt hơn so với gạo nếp thông thường, được sử dụng để có kết cấu tốt nhất.
Cũng như nhiều món tráng miệng làm từ gạo, tốt nhất nên ăn xôi xoài trực tiếp sau khi mua hoặc nấu vì khi để trong tủ lạnh, xôi nếp sẽ cứng và nước cốt dừa nhanh hết hạn.

## Biến thể
Đây là một số biến thể cho món xôi xoài cổ điển: 
- Thay thế một nửa gạo nếp trắng với gạo nếp Thái đen để có được màu tím đẹp.[10]
- Thay thế xoài bằng sầu riêng, mít